# سیارک ۶۵۲۰
سیارک ۶۵۲۰ (به انگلیسی: 6520 Sugawa، نامگذاری:1991HH) شش هزار و پانصد و بیستمین سیارک کشف شده‌است که در ۱۶ آوریل ۱۹۹۱ کشف شد.
قدر مطلق سیارک برابر ۱۴٫۴۰ است.